# Nasty woman
Nasty woman (en español: Mujer desagradable) fue una frase utilizada en la campaña presidencial de Donald Trump de 2016, para referirse a su oponente Hillary Clinton durante el tercer debate presidencial. La expresión tuvo repercusión a nivel mundial, se convirtió en un llamamiento viral para algunas mujeres votantes e impulsó el movimiento feminista con el mismo nombre.
La frase influyó en los memes, la cultura popular, libros y revistas, exposiciones de arte, y producciones de teatro y conciertos, y llegó a ser reconocida como un grito de guerra por los derechos de las mujeres en los medios de comunicación.

## Origen
El 19 de octubre de 2016, durante el último debate presidencial, Hillary Clinton explicó sus esperanzas de mejorar el programa de Seguridad Social aumentando los impuestos a los ricos, y comentó que sus propias contribuciones a la Seguridad Social aumentarían en consecuencia junto con las de su oponente, Donald Trump, "suponiendo que no pueda encontrar la manera de escaparse de ello". Trump respondió de inmediato: "Qué mujer tan desagradable". Su comentario provocó una reacción inmediata en varias plataformas de redes sociales, teniendo la mayor respuesta de Twitter. Las mujeres, y algunos hombres, convirtieron el insulto de Trump en un hashtag. Algunos usuarios incluso hicieron referencia al sencillo de 1986 de Janet Jackson "Nasty". Considerada el equivalente femenino de los "bad hombres" de Trump, "nasty woman" se convirtió en un grito de guerra internacional feminista en contra de Trump.

## Movimiento

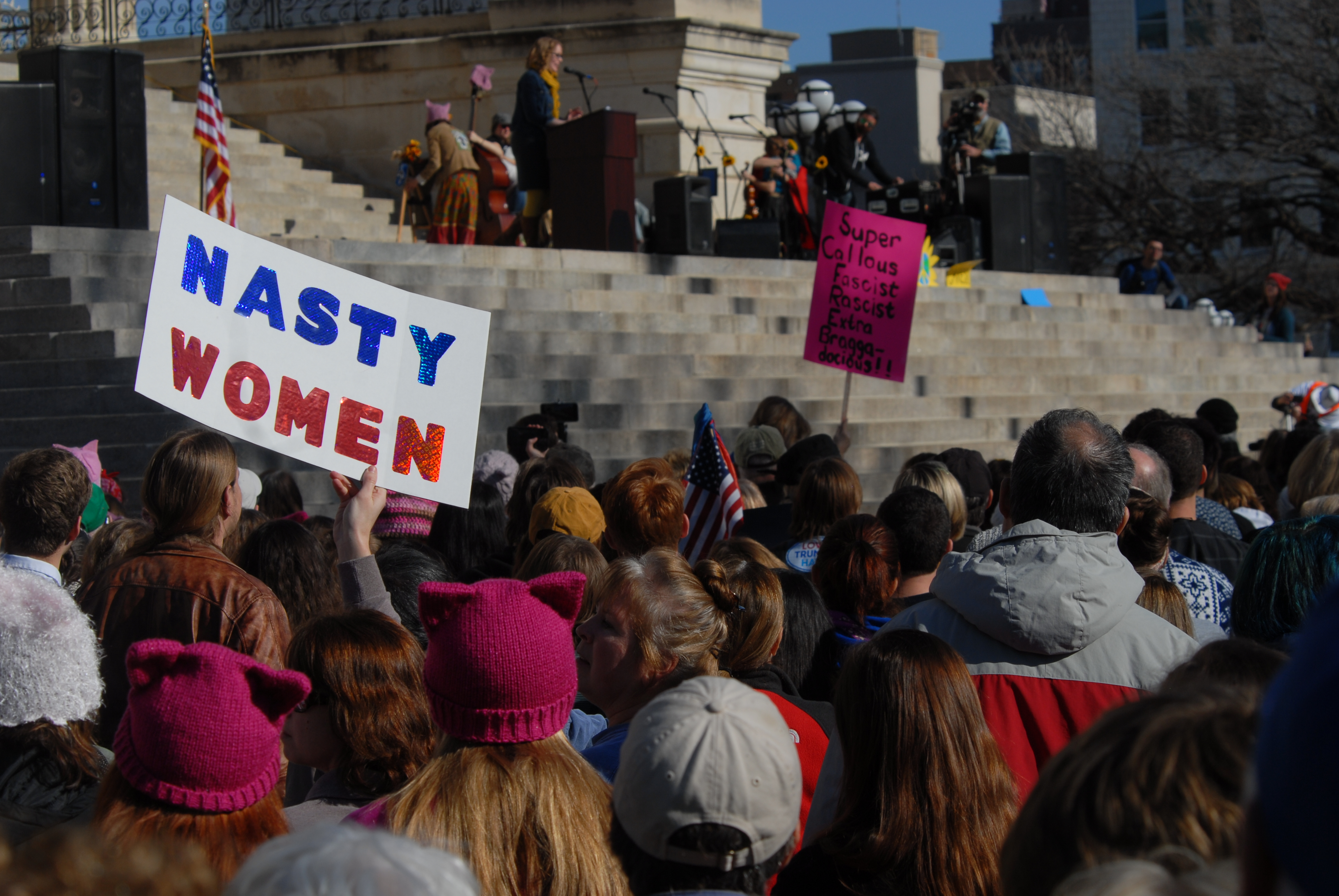
Marcha de mujeres en Topeka, Kansas, 2017

The Nasty Woman Movement es un movimiento que se lanzó en 2016 como resultado de un comentario hecho por el entonces candidato presidencial Donald Trump. La frase ha sido utilizada por muchas feministas que se describen a sí mismas como "tan desagradables, tal vez incluso más desagradables, que la mujer [Hillary Clinton] que Trump había intentado denigrar, mediante un murmullo armado". El término está asociado con los objetivos del Movimiento de Mujeres a través de un poema, 'Nasty woman', que se recitó en la Marcha de Mujeres en Washington. Su intención era reapropiarse del término peyorativo, nasty. "La frase [nasty woman] se convirtió en un grito de guerra para las mujeres en todas partes", y se creó merchandising con esa expresión. Además, proyectos y exposiciones han empleado el término para recaudar fondos para Planned Parenthood, haciéndose eco del apoyo de la Marcha de las Mujeres a la organización de atención médica. Algunas celebridades lucieron la frase en camisetas. Las muestras de apoyo fueron más relevantes en Twitter.

## Colaboraciones
Varios proyectos independientes derivados del Nasty Women Movement han recaudado fondos para la organización Planned Parenthood. Es una respuesta directa a la agenda conservadora provida del presidente Donald Trump para recortar los fondos federales de Planned Parenthood debido a sus servicios de aborto.

### Proyecto Mujeres Desagradables: Voces de la Resistencia
Nasty Women Project: Voices from the Resistance es un libro que recopila una colección de historias empoderadoras de "Mujeres desagradables" de todo el país que se vieron afectadas emocionalmente o de otras formas por las elecciones de 2016. El libro se publicó "para luchar contra la amenaza de la misoginia y la opresión que se apodera de nuestra nación" y el 100% de las ganancias se destinará directamente a la financiación de Planned Parenthood. El libro "no es un proyecto para dejar de ser el centro de atención o dar la gloria a una sola persona". Es hacer una crónica y ser un recordatorio de dónde hemos estado, hacia dónde iremos, qué somos capaces de hacer y qué haremos, como mujeres, madres, hijas, hermanas, amigas”. Las escritoras Margaret Atwood, Louise O'Neill y Nikesh Shukla han expresado su apoyo por The Nasty Women Project.

## Cultura popular

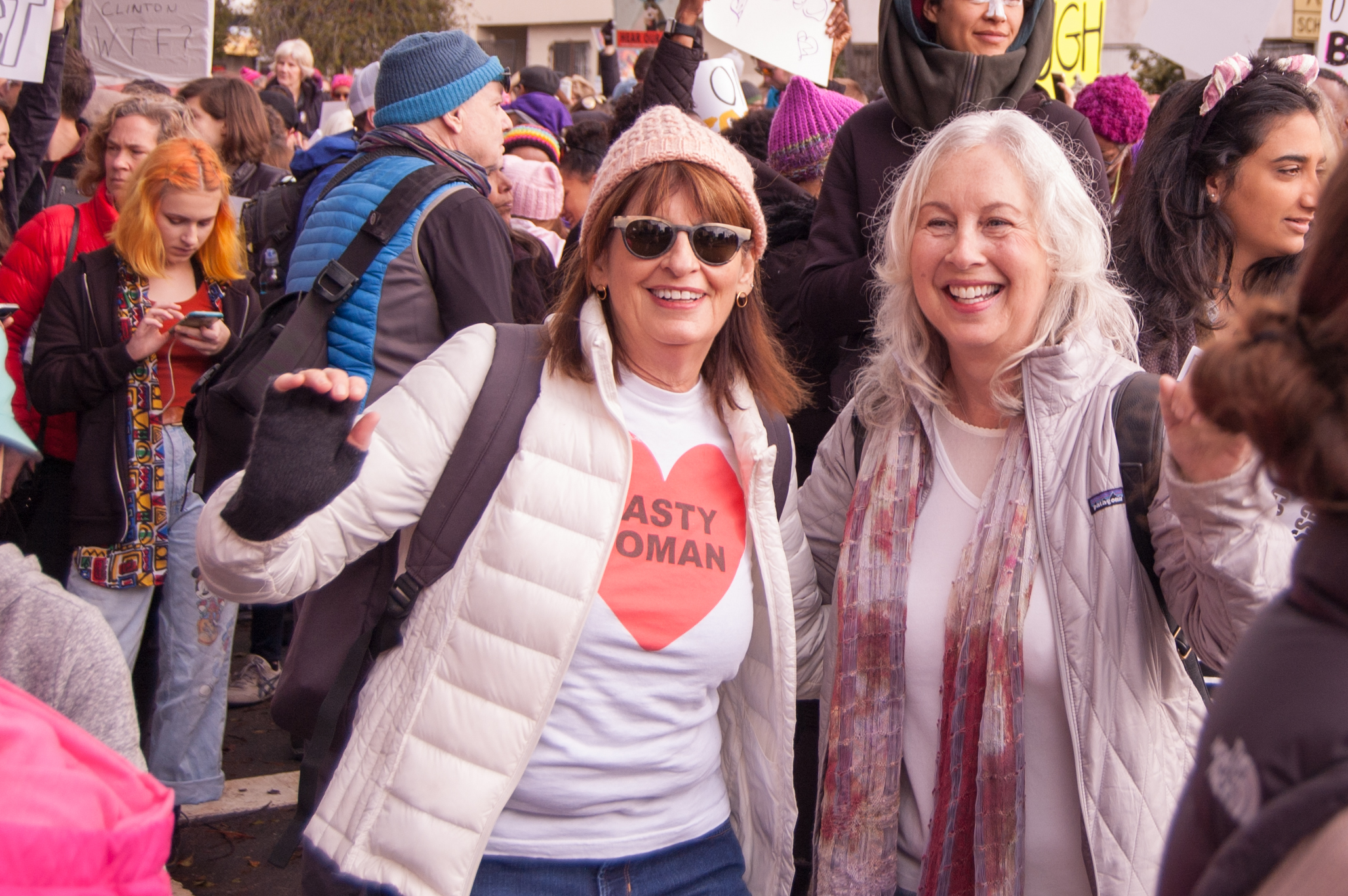
Protesta de la marcha de las mujeres

La camiseta de Nasty Woman diseñada por Shrill Society se creó durante el debate de 2016 y se vendió en línea, destinándose la mitad de las ganancias a financiar Planned Parenthood. La camiseta se volvió viral y atrajo la atención de los medios de inmediato, con celebridades como Will Ferrell, Katy Perry, Kristen Bell y Julia Louis-Dreyfus usándolas públicamente y mostrando su apoyo en las redes sociales. La camiseta se convirtió rápidamente en un símbolo del movimiento.
Nina Mariah Donovan, una artista adolescente de poesía slam, creó el poema "Nasty woman" que la actriz Ashley Judd interpretó en la Marcha de las Mujeres en Washington tras la toma de posesión de Donald Trump como presidente de los Estados Unidos.
La película de ciencia ficción de 2018 Jurassic World: El reino caído contenía una alusión a la cita, el personaje villano Ken Wheatley (Ted Levine) describiendo a la Dra. Zia Rodríguez (Daniella Pineda) como una "mujer desagradable".
En abril de 2018, la cantautora Rodes Rollins lanzó "Nasty Woman" "una canción centrada en el empoderamiento y el orgullo femenino".
En la serie de ABC Scandal, el personaje principal Olivia Pope le dice a la futura presidenta Melody Grant que cada vez que una mujer desafía a un hombre, será percibida como una "Mujer desagradable", haciendo referencia a los comentarios de Donald Trump.

### "Nasty Woman" en Twitter
El hashtag Nasty Woman se hizo popular en los medios de comunicación social casi inmediatamente después de que Donald Trump hiciera el comentario despreocupado de que Hillary Clinton era "una mujer tan desagradable". El hashtag es en gran parte responsable de la inmensa cantidad de apoyo y cobertura que ha recibido el movimiento. Elizabeth Banks, Jessica Chastain, Chloë Grace Moretz, Denis Leary, Aidy Bryant, Seth Meyers, Yvette Nicole Brown, Patton Oswalt, W. Kamau Bell y Chelsea Handler han recurrido a Twitter para criticar los comentarios y el comportamiento de Donald Trump durante los debates presidenciales, particularmente en lo que respecta a su comentario de "mujer desagradable".